# Noah Raveyre
Noah Raveyre, né le 22 juin 2005 au Puy-en-Velay (Haute-Loire), est un footballeur français qui évolue au poste de gardien de but au Pau FC.

## Biographie

### Jeunesse et formation (2010-2022)
Né au Puy-en-Velay en France, Noah Raveyre commence le football dans le club de sa ville natale, Le Puy Foot 43 Auvergne. Bien qu'il commence joueur de champ, il s'installe très vite dans les buts à partir des U8. Il est repéré par l'AS Saint-Étienne, club qu'il supporte depuis tout petit, et qu'il rejoint en juin 2018. En mars 2022, il s'entraîne pour la première fois avec le groupe professionnel. En avance dans sa formation, il a la particularité d'avoir joué dans trois catégories du club lors de la saison 2021-2022 : les U17, les U19 et l'équipe réserve.

### Débuts professionnels à Saint-Étienne (2022-2023)
Le 20 août 2022, Noah Raveyre entre en jeu après l'expulsion d'Étienne Green. Il joue alors le premier match professionnel de sa carrière, face au Havre, lors de la quatrième journée de la saison 2022-2023 de Ligue 2.
Raveyre n'est plus convoqué ensuite, l'ASSE ayant procédé au recrutement de Gautier Larsonneur, tandis que les rumeurs l'envoient à l'AC Milan. Le joueur annonce son départ du club ligérien en juin 2023.

### Départ pour l'Italie (2023-2025)
Le grand espoir français part pour l'Italie et annonce sa signature à l'AC Milan en juillet 2023, après avoir passé sa visite médicale fin juin. Durant ses deux saisons en Italie, il a disputé 45 rencontres avec les moins de 23 ans des Rossoneri, sans toutefois faire d’apparition officielle avec l’équipe première en Serie A. Il a également participé à la Youth League, dont il a été finaliste en 2023-2024.
Raveyre est titularisé à 14 reprises durant la saison 2024-2025 avec la réserve du club lombard, évoluant en Serie C, la troisième division des championnats italiens.

### Pau FC (depuis 2025)
Le 24 juillet 2025, Noah Raveyre s'engage avec le Pau Football Club pour une durée de trois ans, afin de pallier le départ de Bingourou Kamara, auteur de deux excellentes saisons sous le maillot des Maynats. Raveyre est la dixième recrue estivale du club béarnais lors de la saison 2025-2026 de Ligue 2.

### Carrière en sélection
Noah Raveyre est convoqué pour la première fois avec l'équipe de France des moins de 17 ans en février 2022, en compagnie de son coéquipier Ayman Aiki.
En avril 2022, il est retenu avec cette sélection pour participer à l'Euro 2022 organisé en Israël. Il est titularisé lors du dernier match de groupe contre les Pays-Bas le 22 mai. Son équipe s'incline toutefois par trois buts à un ce jour-là. La France se qualifie pour la finale après une séance de tirs au but face au Portugal le 29 mai 2022,. Les jeunes français s'imposent le 1er juin 2022 face aux Pays-Bas sur le score de deux buts à un.

## Statistiques
| Saison                | Club                  | Championnat           | Championnat | Championnat | Coupe(s) nationale(s) | Coupe(s) nationale(s) | Total | Total |
| Saison                | Club                  | Division              | M.          | B.          | M.                    | B.                    | M.    | B.    |
| 2022-2023             | AS Saint-Étienne      | Ligue 2               | 1           | 0           | -                     | -                     | 1     | 0     |
| Total sur la carrière | Total sur la carrière | Total sur la carrière | 1           | 0           | 0                     | 0                     | 1     | 0     |

## Palmarès
France -17 ans
- Championnat d'Europe -17 ans (1) :
  - Vainqueur : 2022.